# Toalett

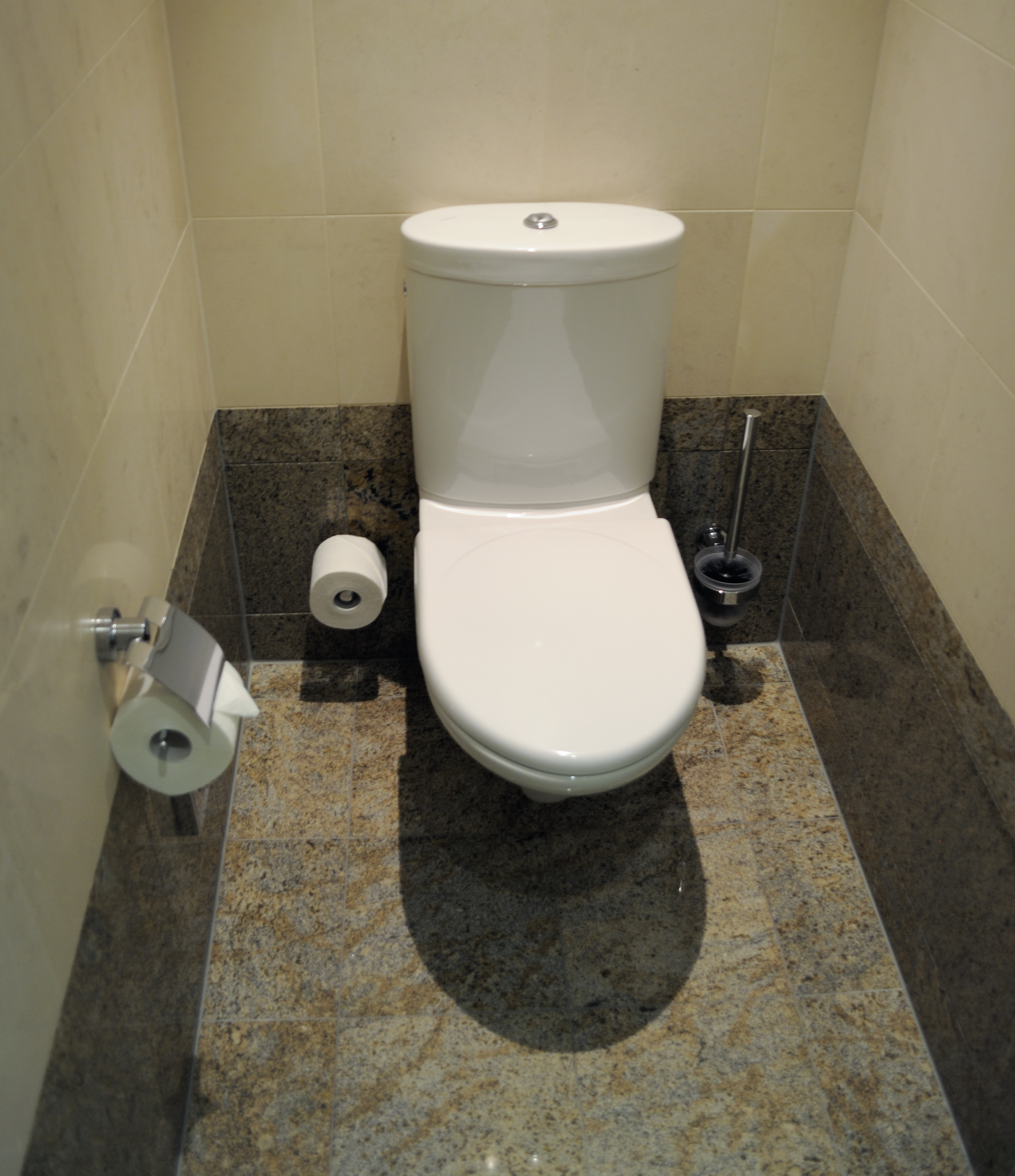
Toalettrum med vattenklosett. Med hållare för toalettpapper till vänster och toalettborste till höger.

Med toalett, talspråkligt toa, avses vanligen ett rum för en klosett, oftast en vattenklosett, med uppgift att uppsamla och vanligen även avlägsna kroppsligt avfall, främst urin och avföring. Ordet toalett används ibland även som benämning på själva vattenklosetten – toalettstolen.
Ordet kommer ursprungligen från franskan och stavades ursprungligen toilette, och används även i sin ursprungliga betydelse – göra toalett = klä sig, och därifrån har betydelsen toalett = elegant klädsel, aftonklädsel utvecklat sig. I engelskan syftar toilet främst på själva toalettstolen, medan rummet kan kallas bathroom (badrum) i amerikansk engelska, lavatory eller loo i Storbritannien och washroom (tvättrum) i Kanada.
I svenskan kan toalett även syfta på personlig hygien. I samlingsbegreppet "göra toalett" ingår att tvätta sig, klä på sig och sminka sig. I sällsynta fall används toalett även för kvinnlig festklädsel. Aftontoalett kan då syfta på exempelvis en aftonklänning.

## Historik
Vatten har använts för spolning av klosetter i 4000–4500 år, ett av de första exemplen finns i den minoiska kulturen på Grekland, och har förekommit i det gamla Mesopotamien, Grekland och Rom. Det handlade dock om en extremt dyrbar och exklusiv teknik som knappast var i allmänt bruk. Ett avträde som mynnade i ett latrinbrunnssystem byggdes i 1200-talets Visby, men kom ur funktion i slutet av medeltiden.
Senare, år 1589, uppfann en engelsk hovman, John Harrington, en som spolades två gånger per dag men blev inte någon succé. År 1775 kom en urmakare i London på att man kunde sätta vattenbehållaren på väggen ovanför toalettstolen, därmed blev vattentoaletten alltmer populär.  Denna var först gjord i gjutjärn, men på 1870-talet började man göra den i keramik.
När avloppsnätet vidgades och byggdes ut och gjordes tillgängligt även för latrinavfall blev toaletterna vanligare. I Sverige infördes de första större vattenledningssystemen runt år 1900, men det var från början förbjudet att ansluta toaletter till vattenledningssystemet och det dröjde till 1920-talet innan vattenklosetter blev vanliga. Först på 1970-talet sanerades de sista stadskvarteren i Sverige där det helt saknades vattenklosetter.

## Toaletter utan vatten
Det finns toaletter som inte förbrukar vatten och som främst används för områden och hus utan avlopp.
Komposttoalett är ett toalettsystem där avfallet förmultnar och blir färdig kompost. 
Förbränningstoaletter bränner avfallet till aska med hjälp av el eller gasol. Den enda restprodukten är ren aska.
Frystoaletten fryser innehållet i en påse som används till kompost. 

## Toalettpapperet
Papper användes till personlig hygien i Kina före 900-talet. I västvärlden skapades det första riktiga toalettpappret under 1800-talet och bestod av pappersark som såldes i buntar. Tidigare användes ofta löv, gräs, kläder eller vad som fanns tillgängligt att torka sig med.